# Joturus pichardi
El bobo, joturo o morón es la especie Joturus pichardi, la única del género Joturus, un pez marino y de río de la familia mugílidos, distribuida por todo el mar Caribe y el Golfo de México, desde Florida a Venezuela y desde Panamá a México.

## Importancia para el hombre
Es pescado solamente en las pesquerías de subsistencia en zonas restringidas donde tiene una gran importancia como fuente de alimento, pero en general es poco comercializado y con un bajo valor en el mercado.

## Anatomía
La longitud máxima normalmente es de unos 25 cm, aunque se ha descrito una captura de 3,5 m. Con la forma típica de los mugílidos se distingue por su hocico redondeado.

## Hábitat y biología
Es una especie que vive en el mar cerca de la superficie del agua en ambiente nerítico-pelágico y que presenta un comportamiento catádromo, penetrando en los estuarios de los ríos y en lagunas costeras para reproducirse desovando allí, pudiendo subir por los ríos hasta aguas dulces y soportar bien las aguas salobres.
Es herbívoro, alimentándose ramoneando algas de las rocas y del fondo con sus labios especializados para ello, aunque ocasionalmente come también crustáceos.